# علاج نفسي مركز على التحويل
العلاج النفسي المركّز على التحويل هو علاج نفسي ديناميكي منظّم للغاية بمُعدل مرتين أسبوعيًا مبني على نموذج نظرية العلاقة بالموضوع التابعة لأوتو إف كيرنبرغ لاضطراب الشخصية الحدي. ينظر النموذج إلى الفرد المصاب باضطراب الشخصية الحدي على أنه يملك تصورات داخلية حادة غير سوية ومتناقضة عن ذاته وعن الآخرين. تؤدي هذه التصورات المتناقضة إلى اضطراب علاقة المريض مع الآخرين ومع نفسه. تعد هذه التصورات المشوهة عن الذات وعن الآخرين -إضافةً إلى الآثار المرتبطة بها- محور العلاج عند ظهورها في العلاقة بين المريض والمعالج النفسي (التحويل). يركز العلاج على تكامل الأجزاء المنفصلة لتصورات الذات والأشياء، ويعتبر التفسير المناسب لهذه التصورات المشوهة آلية للتغيير.
أُثبتت فعالية العلاج النفسي المركّز على التحويل في علاج اضطراب الشخصية الحدي، على الرغم من أن الدراسات القليلة التي أُجريت لا تسمح بتقديم استنتاجات ثابتة حول قيمة هذا العلاج. يعد العلاج النفسي المركّز على التحويل أحد طرق العلاج التي قد تكون مفيدة في علاج اضطراب الشخصية الحدي؛ ومع ذلك، في دراسة قارنت بين العلاج النفسي المركّز على التحويل والعلاج السلوكي الجدلي والعلاج النفسي الديناميكي الداعم المعدّل، تبين أن العلاج النفسي المركّز على التحويل وحده أدى إلى تغير طريقة تفكير المرضى بأنفسهم ضمن علاقاتهم.

## اضطراب الشخصية الحدي
العلاج النفسي المركّز على التحويل هو علاج لاضطراب الشخصية الحدي. غالبًا ما يتميز المرضى الذين يعانون من اضطراب الشخصية الحدي بكونهم يتأثرون بشدة ويملكون علاقات مضطربة وسلوكيات اندفاعية. بسبب تأثرهم الشديد بالظروف البيئية، غالبًا ما يعاني المصابون باضطراب الشخصية الحدي من تقلبات مزاجية دراماتيكية وقصيرة الأمد، تتراوح بين النشوة والاكتئاب والقلق والعصبية. غالبًا ما يعاني المصابون باضطراب الشخصية الحدي من الشعور بفراغ غير محتمل، فيحاولون تعبئته بالسلوكيات الاندفاعية والمدمرة للذات، مثل تعاطي المخدرات أو السلوك الجنسي الخطر أو الإنفاق غير المنضبط أو الإفراط في الأكل. علاوةً على ذلك، غالبًا ما يُظهر المرضى المصابون باضطراب الشخصية الحدي سلوكيات انتحارية أو إيماءات أو تهديدات متكررة. تحت الضغط الشديد، قد يظهر على المصابين باضطراب الشخصية الحدي أعراض فصامية عابرة أو أعراض جنون الارتياب.

## الأهداف
تتمثل الأهداف الرئيسية للعلاج النفسي المركّز على التحويل بتقليل حالات الانتحار والسلوكيات الذاتية الضارة، وضبط السلوك بشكل أفضل، وضبط التأثر الشديد، وبناء علاقات سليمة، والقدرة على العمل لتحقيق أهداف الحياة. ويُعتقد أن هذه الأهداف تتحقق من خلال تطوير تصورات متكاملة عن الذات وعن اللآخرين، وتعديل العمليات الدفاعية الأولية، وحل مشكلة تشتت الهوية الذاتية التي تسبب تجزئة العالم التصوري الداخلي للمريض.

## إجراءات العلاج

### العقد
يبدأ العلاج بإنشاء عقد يتكون من إرشادات عامة تنطبق على جميع المرضى وعناصر محددة تحددها المشاكل الخاصة بالمريض والتي يمكن أن تتداخل مع تقدم العلاج. يحتوي العقد أيضًا على مسؤوليات المعالِج. يجب أن يوافق المريض والمعالِج على محتوى عقد العلاج قبل بدئه.

### العملية العلاجية
خلال السنة الأولى من العلاج، يركز العلاج النفسي المركّز على التحويل على التسلسل الهرمي للقضايا:
- وجود السلوكيات الانتحارية والتدمير الذاتي
- طرق مختلفة لعرقلة العلاج
- تحديد وتلخيص الأنماط السائدة لنظرية العلاقة بالموضوع (التحول من التأثيرات والتصورات الذاتية والغيرية غير المتكاملة وغير المتمايزة إلى كيان متماسك) .

تؤمن المعلومات التي تظهر في عملية التحويل وصولاً مباشراً إلى عالم الفرد الداخلي لسببين. أولاً، يمكن ملاحظته من قبل كل من المعالج والمريض في وقت واحد بحيث يمكن مناقشة التصورات غير السوية للواقع المشترك بشكل فوري. ثانياً، تصاحب تصورات الواقع المشترك تأثيرات نفسية، في حين أن عملية مناقشة المشاكل السابقة قد تعتمد على التحليل بشكل عقلاني ومن ثم تكون أقل إفادة.

## دليل تجريبي

### بحث تمهيدي
في بحث مبكر درس فعالية العلاج النفسي المركّز على التحويل استمر لعام، شملت النتائج تخفيض محاولات الانتحار بشكل كبير أثناء فترة العلاج. بالإضافة إلى ذلك، تحسنت الحالة الجسدية للمرضى بشكل كبير. عندما قارن الباحثون العام الذي جرى فيه العلاج بالعام الذي سبقه، وجدوا انخفاضًا كبيرًا في حالات دخول مستشفيات الأمراض النفسية وانخفاضًا في عدد الأيام التي قضاها المرضى داخل مستشفيات الأمراض النفسية. بلغ معدل التسرب من المدرسة في العام الذي جرت فيه الدراسة نحو 19.1٪، وذكر المؤلفون أن هذا المعدل مماثل لمعدلات التسرب من المدرسة السابقة التي سُجلت أثناء تقييم علاج الأفراد المصابين باضطراب الشخصية الحدي، بما في ذلك الأبحاث حول العلاج السلوكي الجدلي.

### العلاج النفسي المركّز على التحويل مقابل العلاج المألوف
أشارت النتائج إلى أن المجموعة  الخاضعة للعلاج النفسي المركّز على التحويل شهدت انخفاضات كبيرة في زيارات غرف الطوارئ ودخول المستشفيات خلال عام من العلاج، إضافةً إلى ارتفاع كبير في الفعالية العالمية مقارنةً بالعلاج المألوف.

### العلاج النفسي المركّز على التحويل مقابل العلاج من قبل خبراء المجتمع
قارنت تجربة سريرية عشوائية نتائج العلاج النفسي المركّز على التحويل مع العلاج من قبل خبراء المجتمع لـ 104 من مرضى اضطراب الشخصية الحدي. كان معدل التسرب من المدرسة أعلى بكثير في حالة العلاج النفسي من قبل خبراء المجتمع. ومع ذلك، بلغت معدلات التسرب من المدرسة في حالة العلاج النفسي المركّز على التحويل %38.5 ويعترف أصحاب الدراسة بأنها أعلى إلى حد ما من معدلات التسرب من المدرسة المرتبطة بالعلاج السلوكي الجدلي والعلاج التخطيطي. شهدت المجموعة الخاضعة للعلاج النفسي المركّز على التحويل تحسنًا كبيرًا في ضبط الشخصية والأداء النفسي الاجتماعي وخفض عدد محاولات الانتحار. في هذه الدراسة، لم تشهد أي مجموعة تغييرًا كبيرًا من ناحية سلوكيات إيذاء الذات.

### العلاج النفسي المركّز على التحويل مقابل العلاج السلوكي الجدلي ومقابل العلاج الداعم
قبل العلاج وبعد أربعة أشهر من بدء العلاج، أُجري تقييم للمرضى في المجالات التالية: السلوك الانتحاري، العدوانية، الاندفاعية، القلق، الاكتئاب، والتكيف الاجتماعي. أشارت النتائج إلى أن المرضى في جميع الحالات الثلاث أظهروا تحسنًا في مجالات متعددة عند انتهاء السنة. شهد الخاضعون لكل من العلاج السلوكي الجدلي والعلاج النفسي المركّز على التحويل تحسنًا في السلوكيات الانتحارية. ومع ذلك، تفوق العلاج النفسي المركّز على التحويل على العلاج السلوكي الجدلي من حيث تخفيف حالات الغضب وضبط الردود الاندفاعية. بشكل عام، كان من المتوقع أثناء المشاركة في العلاج النفسي المركّز على التحويل حدوث تحسن كبير لدى 10 أفراد خاضعين للدراسة من أصل 12 ضمن 6 مجالات، أما العلاج السلوكي الجدلي 5 من أصل 12 فردًا، وأخيرًا العلاج الداعم 6 من أصل 12 فردًا.

### العلاج النفسي المركّز على التحويل مقابل العلاج التخطيطي
شوهدت تحسنات كبيرة لدى المجموعات الخاضعة للعلاج ضمن معايير الطبعة الرابعة من الدليل التشخيصي والإحصائي للاضطرابات النفسية لاضطراب الشخصية الحدي وضمن مقاييس نتائج الدراسات الأربع (علم النفس المرضي الحدي، علم النفس المرضي العام، جودة الحياة، ومفاهيم شخصية في العلاج النفسي المركّز على التحويل/ العلاج التخطيطي) بعد سنة وسنتين وثلاث سنوات. لقي العلاج التخطيطي معدلات تحسن أعلى بكثير. بعد ثلاث سنوات من العلاج، أظهر المرضى الخاضعون للعلاج التخطيطي تحسنًا أكبر في جودة الحياة، وتعافى عدد أكبر بكثير منهم أو أظهروا تحسنًا سريريًا ملحوظًا ضمن مؤشر شدة اضطراب الشخصية الحدي، الإصدار الرابع. وأكثر من ذلك، شهدت المجموعة الخاضعة للعلاج التخطيطي تحسنًا ملحوظًا أكثر من المجموعة الخاضعة للعلاج النفسي المركّز على التحويل في مجالات العلاقات الاجتماعية والاندفاعية ومحاولات الانتحار الفاشل والانتحار. استنتج الباحثون أن العلاج التخطيطي كان أكثر فعالية بكثير من العلاج النفسي المركّز على التحويل على جميع المقاييس المحددة أثناء الدراسة. وخلصت متابعة هذه الدراسة إلى أن كلًا من المرضى والمعالِجين وجدوا العلاج التخطيطي أفضل من العلاج النفسي المركّز على التحويل.